# Course en ligne masculine de cyclisme sur route aux Jeux olympiques d'été de 1992
Navigation
Séoul 1988 Atlanta 1996
La course en ligne masculine de cyclisme sur route, épreuve de cyclisme des Jeux olympiques d'été de 1992, a lieu le 2 août 1992 dans les rues de Barcelone. La course s'est déroulée sur 194,4 km.

## Résultats
| Rang                                | Cycliste               | Pays                      | Temps           |
| ----------------------------------- | ---------------------- | ------------------------- | --------------- |
| Médaille d'or, Jeux olympiques      | Fabio Casartelli       | Italie                    | 4 h 35 min 21 s |
| Médaille d'argent, Jeux olympiques  | Erik Dekker            | Pays-Bas                  | 4 h 35 min 22 s |
| Médaille de bronze, Jeux olympiques | Dainis Ozols           | Lettonie                  | 4 h 35 min 24 s |
| 4.                                  | Erik Zabel             | Allemagne                 | 4 h 35 min 56 s |
| 5.                                  | Lauri Aus              | Estonie                   | —               |
| 6.                                  | Andrzej Sypytkowski    | Pologne                   | —               |
| 7.                                  | Sylvain Bolay          | France                    | —               |
| 8.                                  | Arvis Piziks           | Lettonie                  | —               |
| 9.                                  | Raido Kodanipork       | Estonie                   | —               |
| 10.                                 | Grant Rice             | Australie                 | —               |
| 11.                                 | Lars Michaelsen        | Danemark                  | —               |
| 12.                                 | Michel Lafis           | Suède                     | —               |
| 13.                                 | Urs Güller             | Suisse                    | —               |
| 14.                                 | Lance Armstrong        | États-Unis                | —               |
| 15.                                 | Ángel Edo              | Espagne                   | —               |
| 16.                                 | Darren Smith           | Australie                 | —               |
| 17.                                 | Richard Groenendaal    | Pays-Bas                  | —               |
| 18.                                 | Christian Andersen     | Danemark                  | —               |
| 19.                                 | Roland Meier           | Suisse                    | —               |
| 20.                                 | Davide Rebellin        | Italie                    | —               |
| 21.                                 | Tomokazu Fujino        | Japon                     | —               |
| 22.                                 | Jacek Mickiewicz       | Pologne                   | —               |
| 23.                                 | Saulius Sarkauskas     | Lituanie                  | —               |
| 24.                                 | Kiko García            | Espagne                   | —               |
| 25.                                 | František Trkal        | Tchécoslovaquie           | —               |
| 26.                                 | Gianni Vignaduzzi      | Canada                    | —               |
| 27.                                 | Miloslav Kejval        | Tchécoslovaquie           | —               |
| 28.                                 | Wanderley Azevedo      | Brésil                    | —               |
| 29.                                 | Peter Luttenberger     | Autriche                  | —               |
| 30.                                 | Steffen Wesemann       | Allemagne                 | —               |
| 31.                                 | Xavier Pérez           | Andorre                   | —               |
| 32.                                 | Kevin Kimmage          | Irlande                   | —               |
| 33.                                 | Svyatoslav Ryabuchenko | Équipe unifiée            | —               |
| 34.                                 | Claus Møller           | Danemark                  | —               |
| 35.                                 | Conor Henry            | Irlande                   | —               |
| 36.                                 | Simeon Hempsall        | Grande-Bretagne           | —               |
| 37.                                 | Timm Peddie            | États-Unis                | —               |
| 38.                                 | Bjørn Stenersen        | Norvège                   | —               |
| 39.                                 | Tang Xuezhong          | Chine                     | —               |
| 40.                                 | Carlos Maya            | Venezuela                 | —               |
| 41.                                 | Nathael Sagard         | Canada                    | —               |
| 42.                                 | Aleksandar Milenković  | Participants indépendants | —               |
| 43.                                 | Juan Carlos Rosero     | Équateur                  | —               |
| 44.                                 | Zhu Zhengjun           | Chine                     | —               |
| 45.                                 | Lars Kristian Johnsen  | Norvège                   | —               |
| 46.                                 | Hussein Monsalve       | Venezuela                 | —               |
| 47.                                 | Pyotr Kochelenko       | Équipe unifiée            | —               |
| 48.                                 | Pascal Hervé           | France                    | —               |
| 49.                                 | José Robles            | Colombie                  | —               |
| 50.                                 | Federico Moreira       | Uruguay                   | —               |
| 51.                                 | Graeme Miller          | Nouvelle-Zélande          | —               |
| 52.                                 | Héctor Palacio         | Colombie                  | —               |
| 53.                                 | Arnolds Udris          | Lettonie                  | —               |
| 54.                                 | Andreas Langl          | Autriche                  | —               |
| 55.                                 | Zbigniew Piątek        | Pologne                   | —               |
| 56.                                 | Georg Totschnig        | Autriche                  | —               |
| 57.                                 | Karsten Stenersen      | Norvège                   | —               |
| 58.                                 | Steig Csaba            | Hongrie                   | —               |
| 59.                                 | Brian Fowler           | Nouvelle-Zélande          | —               |
| 60.                                 | David Cook             | Grande-Bretagne           | —               |
| 61.                                 | Matthew Stephens       | Grande-Bretagne           | —               |
| 62.                                 | Jacques Landry         | Canada                    | —               |
| 63.                                 | Valter Bonča           | Slovénie                  | —               |
| 64.                                 | Wang Shusen            | Chine                     | —               |
| 65.                                 | Paul Slane             | Irlande                   | —               |
| 66.                                 | Aleksey Bochkov        | Équipe unifiée            | —               |
| 67.                                 | Michael Andersson      | Suède                     | —               |
| 68.                                 | Christian Meyer        | Allemagne                 | —               |
| 69.                                 | Pavel Padrnos          | Tchécoslovaquie           | —               |
| 70.                                 | Armin Meier            | Suisse                    | —               |
| 71.                                 | Mirko Gualdi           | Italie                    | —               |
| 72.                                 | Rob Compas             | Pays-Bas                  | 4 h 36 min 33 s |
| 73.                                 | Thomas Bamford         | Nouvelle-Zélande          | 4 h 36 min 41 s |
| 74.                                 | Sergio Tesitore        | Uruguay                   | 4 h 36 min 52 s |
| 75.                                 | Bob Mionske            | États-Unis                | 4 h 42 min 31 s |
| 76.                                 | Libardo Niño           | Colombie                  | 4 h 44 min 05 s |
| 77.                                 | Glenn Magnusson        | Suède                     | 4 h 44 min 32 s |
| 78.                                 | Radiša Šubrić          | Participants indépendants | 4 h 45 min 14 s |
| 79.                                 | Jamsran Ulzii-Orshikh  | Mongolie                  | —               |
| 80.                                 | Károly Eisenkrammer    | Hongrie                   | 4 h 52 min 07 s |
| 81.                                 | Scott Richardson       | Afrique du Sud            | 4 h 58 min 25 s |
| 82.                                 | Emili Pérez            | Andorre                   | —               |
| 83.                                 | Dashjamts Munkhbat     | Mongolie                  | 5 h 02 min 11 s |
| 84.                                 | Kozo Fujita            | Japon                     | —               |

## Abandons
| Andorre - Juan González Antigua-et-Barbuda - Nigel Neil Lloyd - Robert Marsh - Robert Peters Aruba - Nigel Neil Lloyd - Lucien Dirksz - Gerard van Vliet Australie - Patrick Jonker Belgique - Erwin Thijs - Michel Vanhaecke - Wim Omloop Bénin - Cossi Houegban - Fernand Gandaho Belize - Michael Lewis - Douglas Lamb - Ernest Meighan Brésil - Hernandes Quadri Júnior - Tonny Azevedo Bahreïn - Jamal Ahmed Al-Doseri - Jameel Kadhem - Saber Mohamed Hasan République centrafricaine - Christ Yarafa - Obed Ngaite - Vincent Gomgadja Îles Caïmans - Stefan Baraud - Michele Smith - Dennis Brooks | Chili - Miguel Droguett Zaïre - Ndjibu N'Golomingi - Mobange Amisi - Selenge Kimoto Espagne - Eleuterio Mancero Éthiopie - Asmelash Geyesus - Biruk Abebe - Tekie Hailemikael France - Emmanuel Magnien Guam - Jazy Fernández - Manuel García - Martin Santos Guyana - Aubrey Richmond Indépendants - Mikoš Rnjaković Iran - Abbas Esmaili - Hossein Mahmoudi Shahvar - Khosrow Ghamari Îles Vierges des États-Unis - Chesen Frey Jamaïque - Arthur Tenn - Michael McKay Japon - Mitsuteru Tanaka | Arabie saoudite - Medhadi Al-Dosari - Mohamed Al-Takroni - Saleh Al-Qobaissi Liban - Armen Arslanian - Vatche Zadourian Malaisie - Murugayan Kumaresan Mongolie - Dashnyam Tumur-Ochir Philippines - Norberto Oconer - Domingo Villanueva Afrique du Sud - Malcolm Lange - Wayne Burgess Rwanda - Alphonse Nshimiyiama - Emmanuel Nkurunziza - Faustin Mparabanyi Saint-Marin - Guido Frisoni Suriname - Realdo Jessurun Togo - Koku Ahiaku - Komi Moreira Taipei chinois - Weng Yu-Yi Émirats arabes unis - Khalifa Bin Omair - Ali Al-Abed - Mansoor Bu Osaiba Venezuela - Robinson Merchan |

## Sources
- (en) Cet article est partiellement ou en totalité issu de l’article de Wikipédia en anglais intitulé « Cycling at the 1992 Summer Olympics – Men's individual road race » (voir la liste des auteurs).
- Résultats complets